# Tooting Broadway (stanice metra v Londýně)
Tooting Broadway je stanice metra v Londýně, otevřená roku 1926. Leží v jižním Londýně ve čtvrti Tooting v obvodu Wandsworth a spadá do tarifní zóny 3. Nachází se na lince Northern Line (mezi stanicemi Colliers Wood a Tooting Bec).

## Historie
Stanice byla součástí prodloužení City and South London Railway (C&SLR) na jih. Jedná se o dnešní úsek mezi stanicemi Clapham Common a Morden. Tento projekt byl navržen jako součást poválečného rozvoje Londýna. Plány se setkaly s odporem u Southern Railway, která v důsledku stavby očekávala pokles počtu pasažérů. V červenci roku 1923 se povedlo dojednat kompromis. Prodloužení C&SLR bylo povoleno a výstavba začala na konci roku 1923. Stanice Tooting Broadway byla spolu s ostatními stanicemi tohoto úseku otevřena 13. září 1926.

### Nehody
6. října 1960 narazil vlak bez cestujících do koncové zdi v obratišti jižně od stanice. Strojvedoucí při nehodě utrpěl vážná zranění.
Dne 4. května 1971 došlo k podobné nehodě – vlak narazil do koncové zdi u obratové koleje. Na rozdíl od incidentu z roku 1960 však tato nehoda skončila smrtí strojvedoucího.

## Budova stanice
Staniční budovu Tooting Broadway, podobně jako ostatní stanice na úseku linky mezi Clapham Common a Morden, navrhl architekt Charles Holden. Jednalo se jeho první významnější projekt pro londýnské metro. Budova stojí u křižovatky ulic Tooting High Street a Garratt Lane. Jejím hlavním stavebním materiálem je portlandský vápenec. Budova je včetně podzemních částí od 16. června 1987 zapsána na seznam budov zvláštního architektonického nebo historického významu, stupeň II. Po obou stranách vstupu sídlí obchody. Nad vstupem se nachází prosklená plocha, kterou rozdělují sloupy na tři části. Jejich hlavice představují trojrozměrnou verzi loga metra. Prostřední části nad hlavním vchodem je dominuje tento symbol ve větším dvourozměrném provedení.
Před staniční budovou stojí bronzová socha krále Eduarda VII. na žulovém podstavci. Socha byla vztyčena v roce 1911 po králově smrti a financována byla z veřejné sbírky. Socha zde stála ještě před vybudováním stanice a původně byla umístěna opodál na dopravním ostrůvku. K přesunu došlo po přestavbě lokality v roce 1994. Od roku 1983 je socha památkově chráněná.
Dvě podzemní nástupiště jsou přístupná pouze po eskalátorech. Stanice není bezbariérově přístupná.

## Provoz
Tooting Broadway leží na větvi linky Northern Line vedoucí do stanice Morden. Nachází se v tarifní zóně 3. Vlaky obsluhují stanici v průběhu celého dne kromě nočních hodin, většinou v intervalu dvou až pěti minut. V pátek a v sobotu je k dispozici noční provoz linky v rámci programu Night Tube ze stanice Morden přes Charing Cross do High Barnet či Edgware s frekvencí osmi odjezdů za hodinu (čtyři do každé větve). TfL stanici klasifikuje jako „metro“.
Pro vlaky jedoucí na jih může stanice Tooting Broadway sloužit jako konečná, místo aby pokračovaly až do stanice Morden. Pro změnu směru slouží obratová kolej, která se nachází mezi traťovými tunely jižně od stanice.

### Dopravní návaznost
Stanici obsluhují autobusové linky 44, 57, 77, 127, 131, 155, 219, 264, 270, 280, 333, 355, 493 a G1 a noční linky N44 a N155.
V docházkové vzdálenosti se nachází železniční stanice Tooting.

### Využití stanice
| Rok  | Počet cestujících |
| ---- | ----------------- |
| 2019 | 14,93 mil.        |
| 2020 | 6,84 mil.         |
| 2021 | 7,68 mil.         |
| 2022 | 10,52 mil.        |
| 2023 | 12,75 mil.        |
| 2024 | 12,67 mil.        |

## Galerie

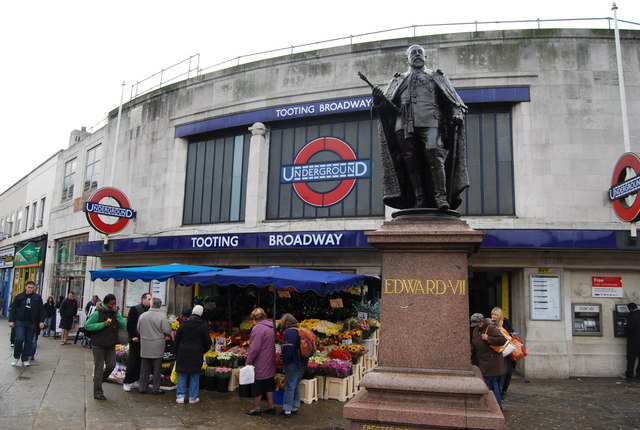
Vstup do staniční budovy se sochou Eduarda VII.
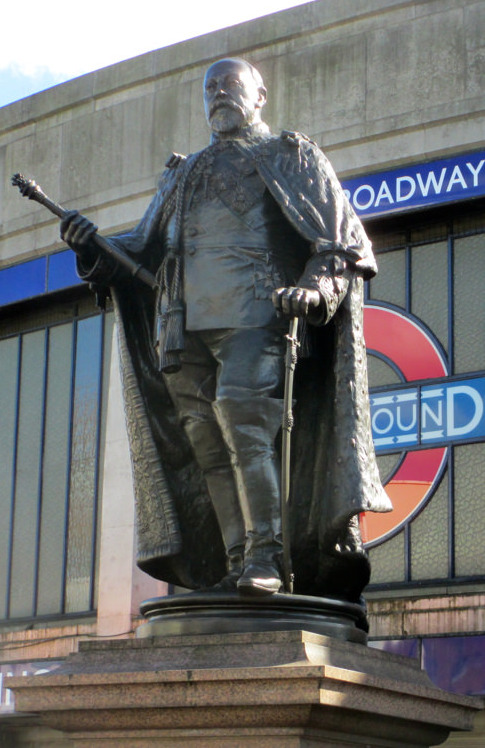
Detail sochy
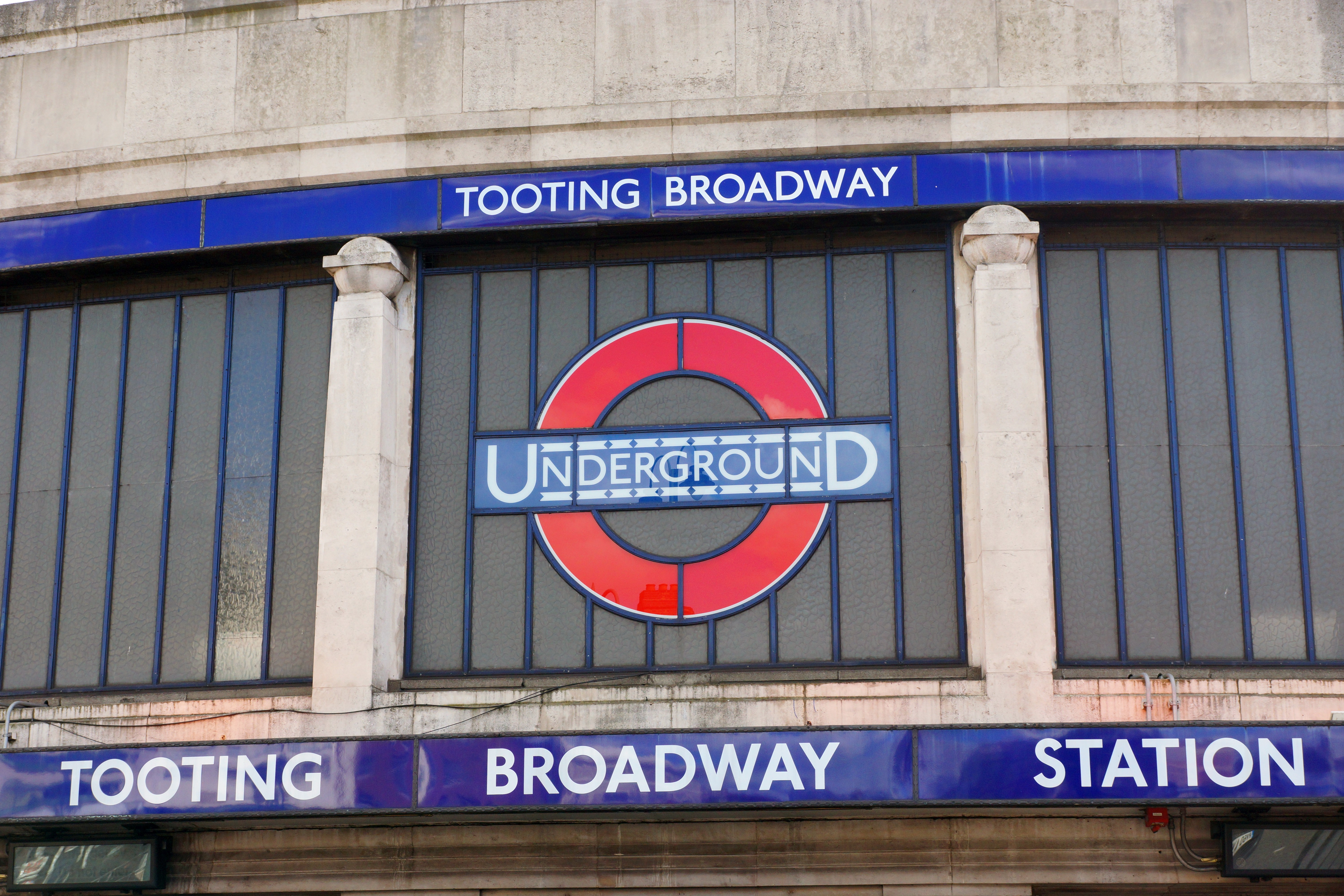
Průčelí stanice
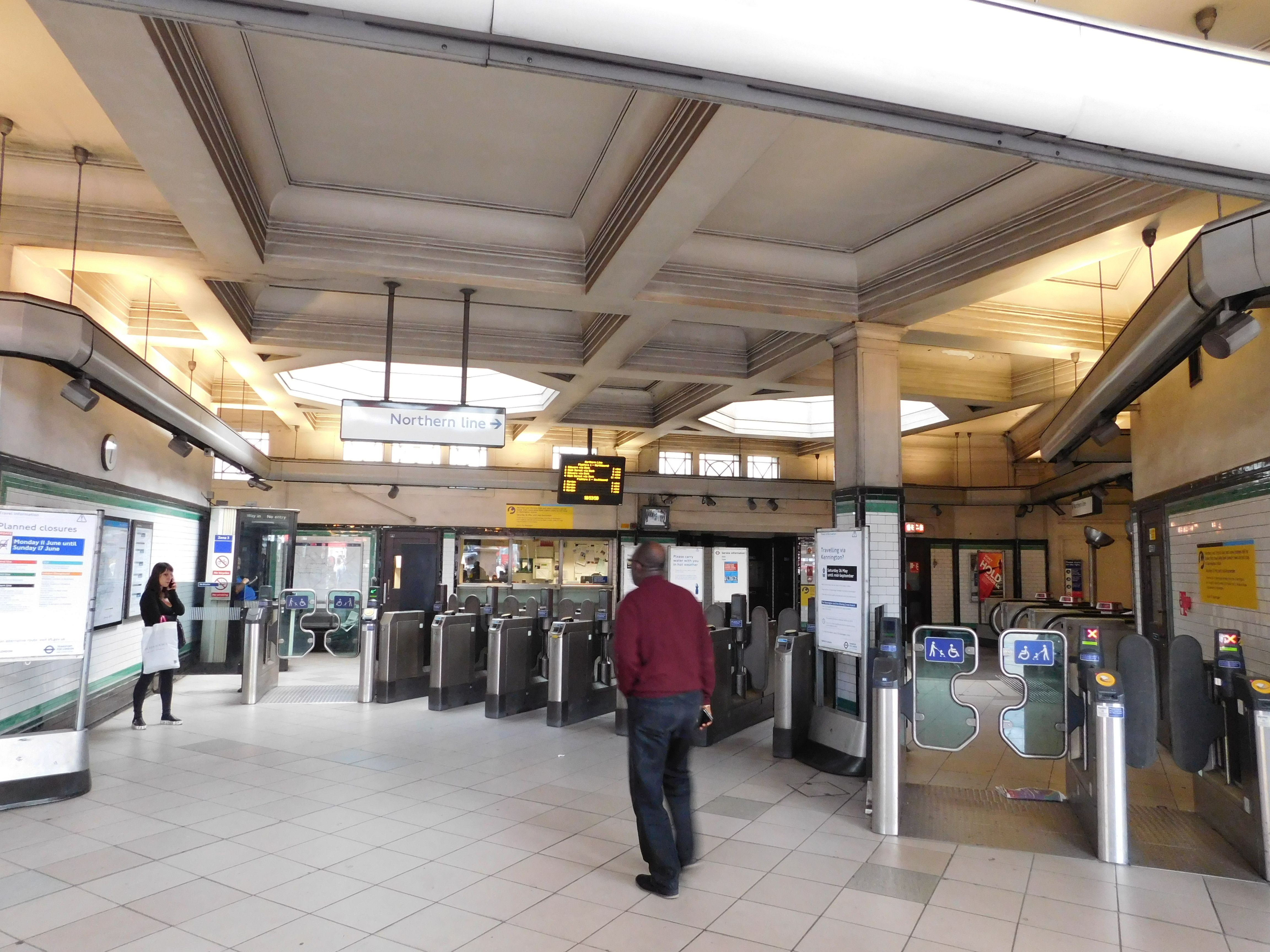
Vestibul stanice Tooting Broadway
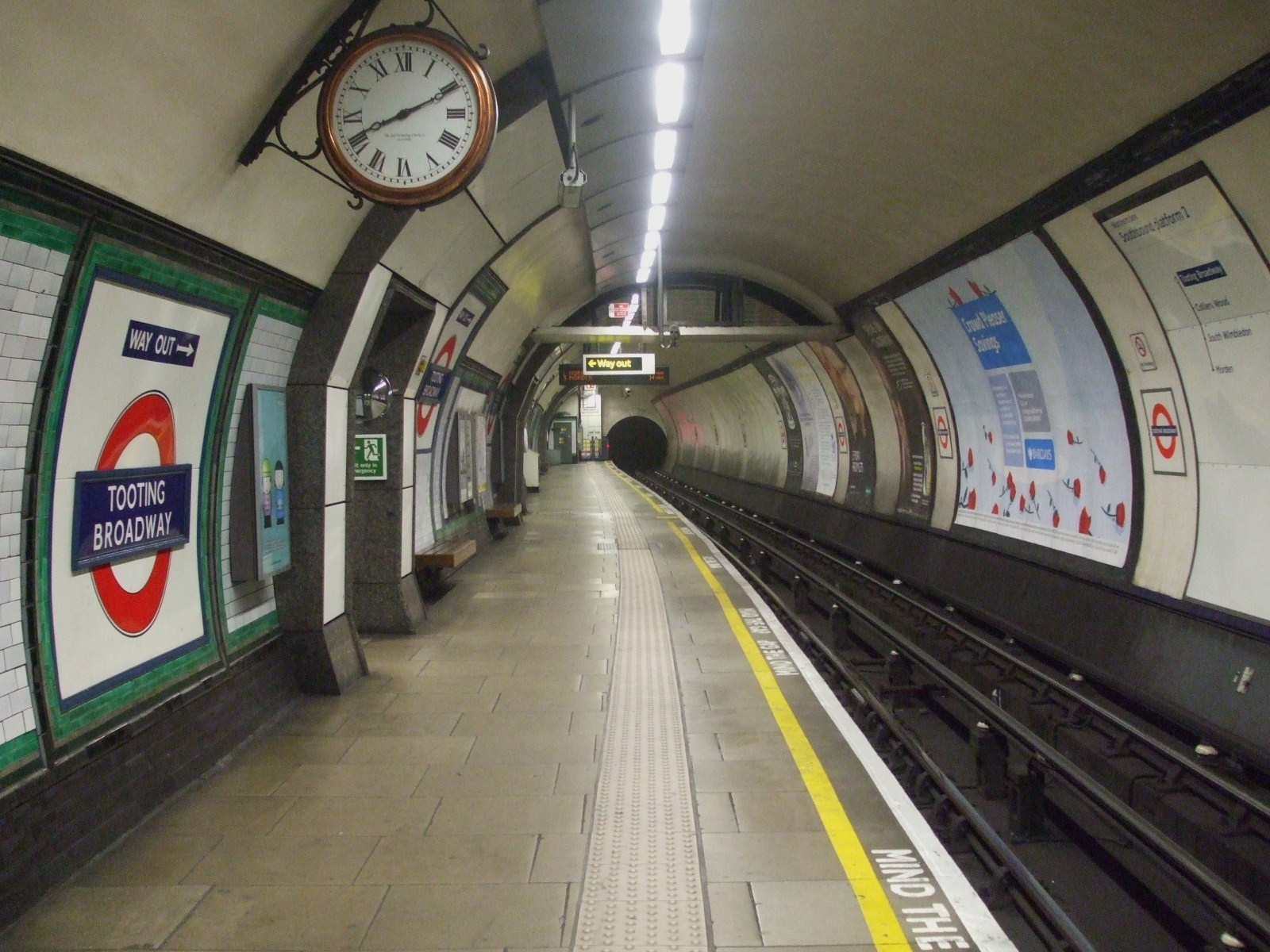
Nástupiště ve směru do stanice Morden
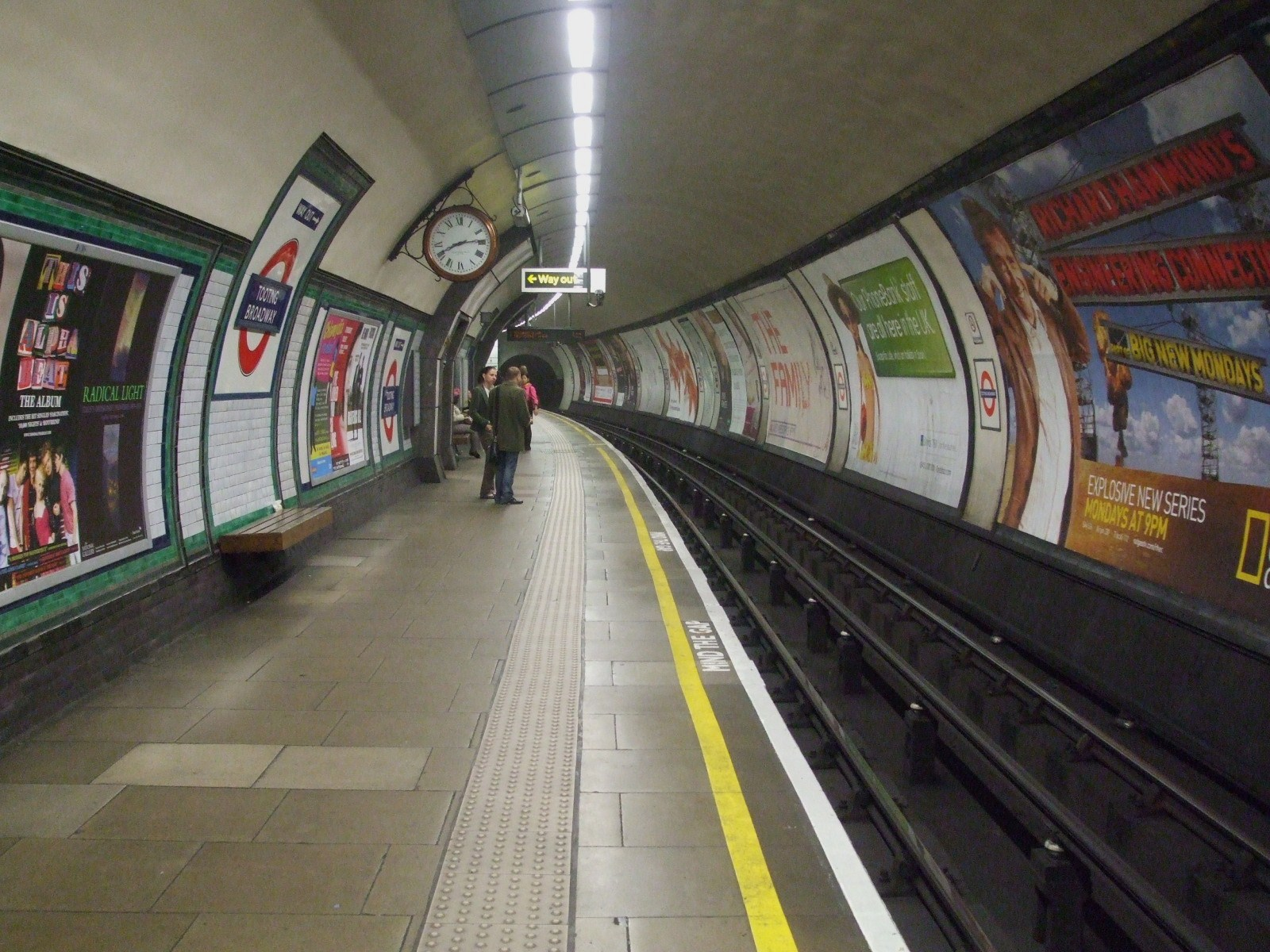
Nástupiště ve směru do centra města
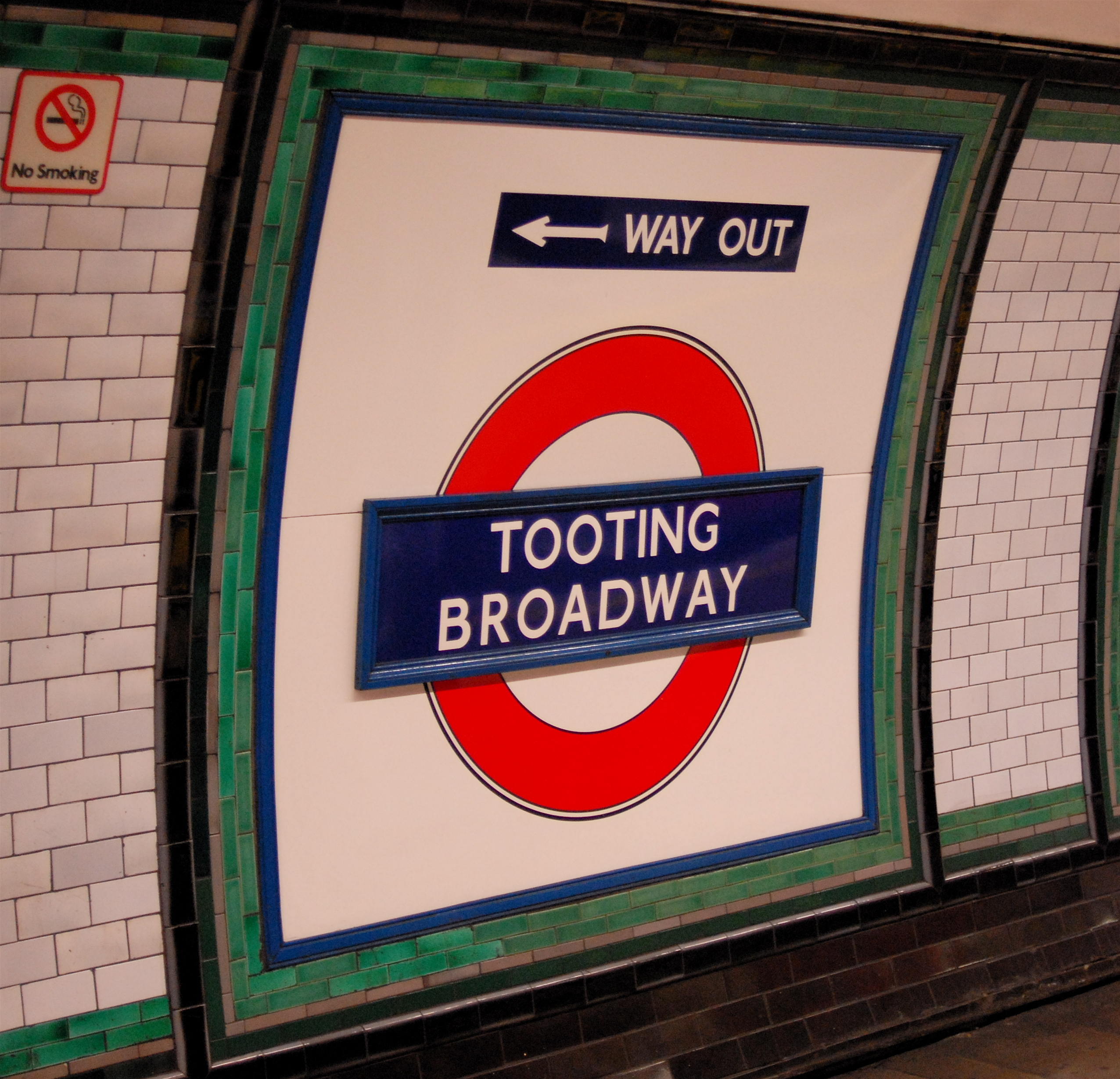
Logo londýnského metra s názvem stanice na nástupišti
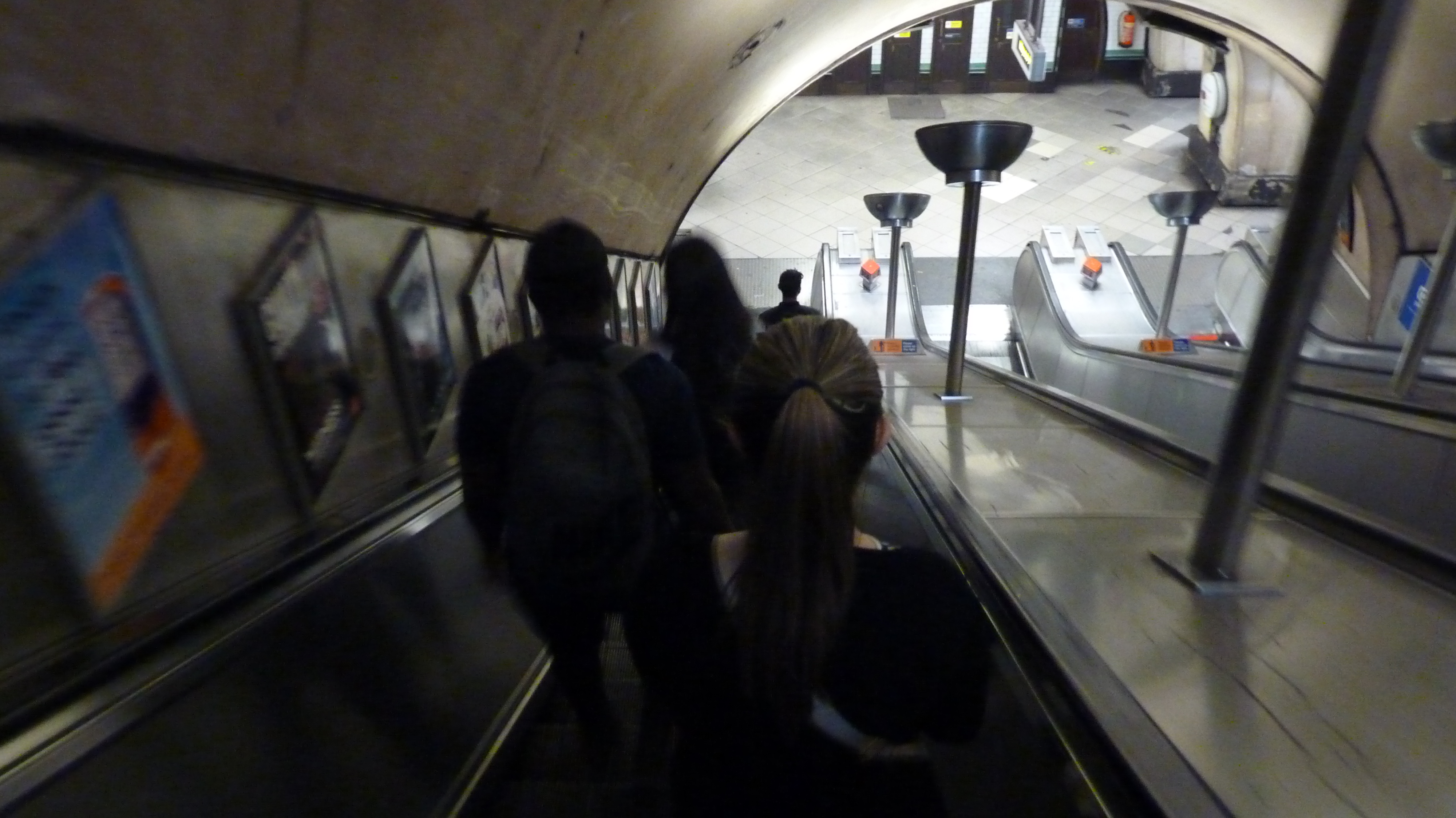
Eskalátory ve stanici
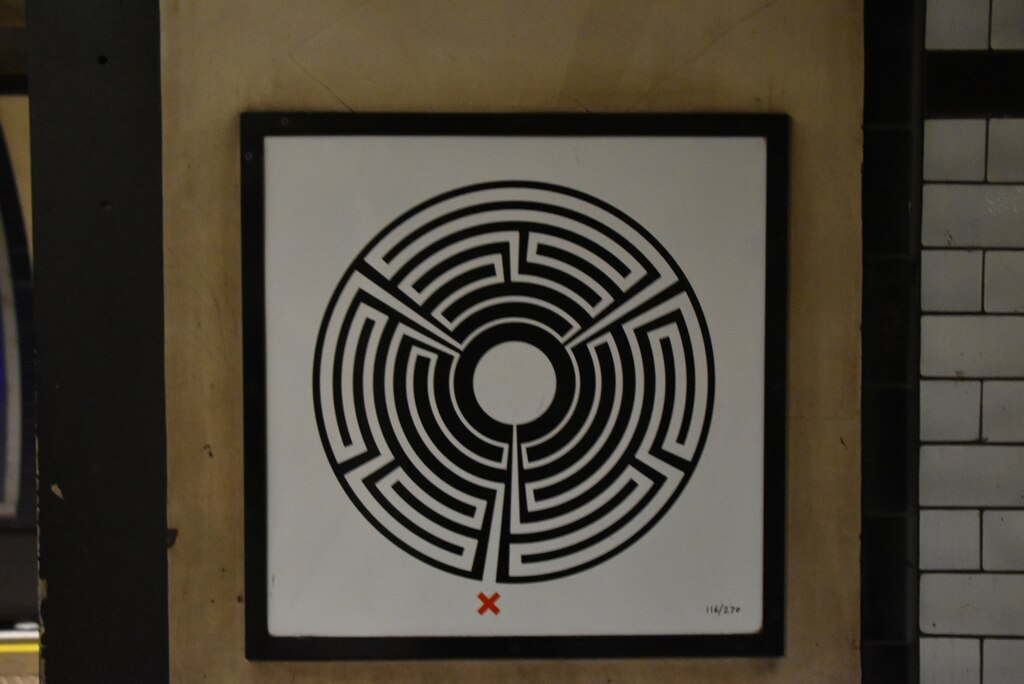
Instalace „Labyrinth“ s číslem 116